# Star Trek: Hidden Frontier
Star Trek: Hidden Frontier ist eine Star-Trek-Fanfilm-Reihe, die auf den Ereignissen des neunten Star-Trek-Kinofilms Star Trek: Der Aufstand basiert. Mit 50 Episoden in sieben Jahren ist sie eine der am längsten laufenden Internet-Projekte.
Alle nicht an realen Orten spielenden Szenen wurden mittels der Green-Screen-Technik gefilmt und mit Standbildern der Serien oder selbst erschaffenen Hintergründen kombiniert. Die Weltraumszenen wurden durch selbstproduzierte Computer-Generated-Imagery-Effekte (CGI) erschaffen.
Obwohl nicht dem offiziellen Franchise angehörig, wurde die Serie mehrmals auf der offiziellen Star-Trek-Homepage thematisiert. Zudem halfen diverse Presseartikel, den Bekanntheitsgrad der Serie zu steigern.
Die bis 2008 produzierten Episoden wurden nachträglich mit optionalen deutschen Untertiteln zum Download angeboten.
Zug um Zug wurden bisher die Staffeln 2 bis 6 digital remastert.

## Handlung
Ort der Handlung ist hauptsächlich die im Briar’s Patch gelegene Raumstation Deep Space 12 sowie das dort eingesetzte Raumschiff U.S.S. Excelsior. Neben einem alle Episoden überdauernden Handlungsbogen um die Bedrohung der Föderation durch die bislang unbekannten Grey beschäftigt sich die Serie auch mit den vielschichtigen Beziehungen der Figuren untereinander. Dabei wird erstmals in der, wenn auch nicht offiziellen, Star-Trek-Geschichte auf homosexuelle Beziehungen eingegangen.
Obwohl der Großteil der Personen neu in die Handlung eingeführt wird, entwickelt die Serie auch bereits etablierte Figuren weiter.

## Figuren

### Hauptfiguren
| Rollenname       | Schauspieler/in                                          |
| ---------------- | -------------------------------------------------------- |
| Ian Quincy Knapp | David W. Dial                                            |
| Elizabeth Shelby | Risha Denney                                             |
| Tolian Naros     | Larry LaVerne                                            |
| Dr. Henglaar     | John Whiting                                             |
| Myra Elbrey      | Barbara Clifford                                         |
| Robin Leffler    | Joanne Busch                                             |
| Corey Aster      | JT Tepnapa                                               |
| Ro Nevin         | Arthur Bosserman (Staffel 1–5), Bobby Rice (Staffel 6+7) |
| Jorian Zen       | Adam Browne                                              |
| Matt McCabe      | Wayne Webb                                               |
| Rayvan           | Gregory Allen                                            |
| Brad Rawlins     | Tristan Clark                                            |

### Nebenfiguren
| Rollenname      | Schauspieler/in                                                                                          |
| --------------- | --- |
| Siroc           | Jim Davis                                                                                                |
| Betras          | Rebecca Wood                                                                                             |
| Jenna McFarland | Rebecca Wood                                                                                             |
| Andrew Barrett  | Tyler Bosserman                                                                                          |
| S’Tal           | Julia Morizawa                                                                                           |
| Alex Wozniak    | Sam Bacsa                                                                                                |
| Alynna Nachayev | Reneé Huberstock                                                                                         |
| Artim Ibanya    | Beach Christian Williams                                                                                 |
| Traya Knapp     | Chrystal Huarta (bis Ep. 36), Noora Hadden (Ep. 37), Leanna Spear (Ep. 38–43), Jessica Lyons (ab Ep. 44) |
| Rayvan          | Gregory Allen                                                                                            |
| Jennifer Cole   | Jennifer Cole                                                                                            |

## Episodenliste
| Episode (Gesamt) | Episode (Staffel) | Titel                   | Veröffentlichung | Autor                      |
| ---------------- | ----------------- | ----------------------- | ---------------- | -------------------------- |
| 1                | 1                 | Enemy Unknown, Part I   | 2000             | Rob Caves                  |
| 2                | 2                 | Enemy Unknown, Part II  | 2000             | Rob Caves                  |
| 3                | 3                 | Enemy Unknown, Part III | 2000             | Rob Caves und John Whiting |
| 4                | 4                 | Two Hours               | 2000             | Rob Caves                  |
| 5                | 5                 | Perihelion              | 2000             | Rob Caves                  |
| 6                | 6                 | Echoes                  | 29.4.2001        | Rob Caves                  |

| Episode (Gesamt) | Episode (Staffel) | Titel                  | Veröffentlichung | Autor                           |
| ---------------- | ----------------- | ---------------------- | ---------------- | ------------------------------- |
| 7                | 1                 | Refugees               | 2001             | Rob Caves                       |
| 8                | 2                 | Yesterday’s Excelsior  | 2001             | Rob Caves                       |
| 9                | 3                 | Old Wound              | 2001             | Scott Harber und Dan Crout      |
| 10               | 4                 | Great Starship Robbery | 2001             | Glenn Harrison und John Whiting |
| 11               | 5                 | Encke                  | 2001             | Rob Caves und JT Tepnapa        |
| 12               | 6                 | To the Stars           | 2001             | Rob Caves                       |
| 13               | 7                 | Fire in the Heart      | 2001             | Rob Caves und Dan Crout         |
| 14               | 8                 | Coward’s Death         | 2001             | Rob Caves und John Whiting      |
| 15               | 9                 | Worst Fears, Part I    | 2001             | Dan Crout und Scott Harber      |

Zur Folge Yesterday’s Excelsior ist nur der sog. zweite Akt, also die Episode ab dem Vorspann, verfügbar. Wegen umfangreicher Nutzung von Originalszenen der diversen Serien und Filme verzichteten die Produzenten von Hidden Frontier auf eine Video-Veröffentlichung des ersten Akts, sondern stellten diesen nur in Form eines Comics online.
| Episode (Gesamt) | Episode (Staffel) | Titel                 | Veröffentlichung | Autor                       |
| ---------------- | ----------------- | --------------------- | ---------------- | --------------------------- |
| 16               | 1                 | Worst Fears, Part II  | 2002             | Dan Crout                   |
| 17               | 2                 | Worst Fears, Part III | 2002             | Dan Crout                   |
| 18               | 3                 | Heroes                | 2002             | Rob Caves und Jennifer Cole |
| 19               | 4                 | In Memory Of          | 2002             | Rob Caves                   |
| 20               | 5                 | Modus Operandi        | 2002             | Rob Caves                   |
| 21               | 6                 | Santa Q               | 2002             | Rob Caves                   |
| 22               | 7                 | Ashes                 | 2003             | Rob Caves und Dan Crout     |
| 23               | 8                 | Voyage of the Defiant | 2003             | Nathaniel L. Niell          |
| 24               | 9                 | Hell’s Gate, Part I   | 2003             | Dan Crout und Rob Caves     |

| Episode (Gesamt) | Episode (Staffel) | Titel                | Veröffentlichung | Autor                                      |
| ---------------- | ----------------- | -------------------- | ---------------- | ------------------------------------------ |
| 25               | 1                 | Hell’s Gate, Part II | 2003             | Rob Caves und Dan Crout                    |
| 26               | 2                 | Piracy of the Noble  | 2003             | James DeRuvo & R. Scott Bolton & Rob Caves |
| 27               | 3                 | Addictions           | 11.09.2003       | John Whiting und Rob Caves                 |
| 28               | 4                 | Grave Matters        | 28.10.2003       | Carlos Pedraza                             |
| 29               | 5                 | Crossroads           | 3.12.2003        | Rob Caves und JT Tepnapa                   |
| 30               | 6                 | Entanglement, Part I | 26.03.2004       | Rob Caves, Dave Mason und Jennifer Cole    |

| Episode (Gesamt) | Episode (Staffel) | Titel                 | Veröffentlichung | Autor                                                 |
| ---------------- | ----------------- | --------------------- | ---------------- | ----------------------------------------------------- |
| 31               | 1                 | Entanglement, Part II | 2.5.2004         | Rob Caves, Jennifer Cole und Dave Mason               |
| 32               | 2                 | Imminent Danger       | 13.6.2004        | Rob Caves, Robert O’Geen, Mike Urvand, Carlos Pedraza |
| 33               | 3                 | Darkest Night         | 7.7.2004         | Matthew Burkey und Carlos Pedraza                     |
| 34               | 4                 | Security Counsel      | 4.8.2004         | Rob Caves und Carlos Pedraza                          |
| 35               | 5                 | Epitaph               | 24.10.2004       | Rob Caves, Carlos Pedraza                             |
| 36               | 6                 | The Battle is Joined  | 1.12.2004        | Rob Caves und Carlos Pedraza                          |

| Episode (Gesamt) | Episode (Staffel) | Titel                   | Veröffentlichung | Autor                          |
| ---------------- | ----------------- | ----------------------- | ---------------- | ------------------------------ |
| 37               | 1                 | Countermeasueres        | 27.2.2005        | Rob Caves, Carlos Pedraza      |
| 38               | 2                 | Dancing in the Dark     | 12.4.2005        | Carlos Pedraza                 |
| 39               | 3                 | Homeport                | 6.2005           | Carlos Pedraza & Mike Urvand   |
| 40               | 4                 | Beachhead               | 12.8.2005        | Carlos Pedraza                 |
| 41               | 5                 | Vigil                   | 28.9.2005        | Carlos Pedraza und Mike Urvand |
| 42               | 6                 | Her Battle Lanterns Lit | 24.11.2005       | Carlos Pedraza                 |

| Episode (Gesamt) | Episode (Staffel) | Titel                       | Veröffentlichung | Autor                                   |
| ---------------- | ----------------- | --------------------------- | ---------------- | --------------------------------------- |
| 43               | 1                 | Heavy Losses                | 17.3.2006        | Rob Caves und Carlos Pedraza            |
| 44               | 2                 | Bound                       | 29.4.2006        | Rob Caves, Dan Crout und Carlos Pedraza |
| 45               | 3                 | Past Sins                   | 23.6.2006        | Rob Caves und Dan Crout                 |
| 46               | 4                 | Hearts and Minds            | 1.9.2006         | Dan Crout                               |
| 47               | 5                 | The Widening Gyre           | 23.11.2006       | Dan Crout                               |
| 48               | 6                 | Things Fall Apart           | 19.1.2007        | Dan Crout                               |
| 49               | 7                 | The Center Cannot Hold      | 17.3.2007        | Dan Crout und Rob Caves                 |
| 50               | 8                 | Its Hour Come Round At Last | 19.5.2007        | Dan Crout                               |

## Ableger
2007, nach dem Ende der siebten Staffel, wandten sich die Produzenten mehreren Ablegern zu. Im Herbst 2007 wurde die erste Folge der Serie Star Trek: Odyssey veröffentlicht, die zweite Serie Star Trek: The Helena Chronicles folgte im Januar 2008. Nach dem großen Echo auf die gemeinsam mit dem schottischen Projekt Star Trek: Intrepid entstandene Kurzfolge The Orphans of War (2007) wurde die Mini-Serie Star Trek: Operation Beta Shield veröffentlicht. Eine zweite Mini-Serie unter dem Titel Star Trek: Federation One wurde als Film begonnen, dann aber als Audio-Serie fortgesetzt. 2011 wurde bekanntgegeben, dass die Produktion von Star-TrekVideo-Produktionen eingestellt wird.